# سهره درختی کوچک
سهره درختی کوچک (نام علمی: Camarhynchus parvulus) گونه‌ای از پرندگان از گروه سهره‌های داروین از خانواده فرخندگان است. دارای یک نوک چنگکی با برجستگی خمیده به پایین است. زیستگاه طبیعی آن جنگل‌های خشک نیمه‌گرمسیری یا گرمسیری و بوته‌زارهای خشک نیمه‌گرمسیری یا گرمسیری است. در طول فصل غیر تولیدمثل، گروه‌های بزرگ با سهره‌های زمینی کوچک تشکیل می‌شود.